# Ajara Nchout
Ajara Nchout Njoya (født 12. januar 1993) er en kvindelig camerounsk fodboldspiller, der spiller angreb for norske Vålerenga i Toppserien og Camerouns kvindefodboldlandshold
Hun har spillet i klubben siden 2019, efter at hun tidligere havde spillet for svenske Sundsvalls DFF og IL Sandviken. I 2015, optrådte hun også for det amerikanske hold Western New York Flash i National Women's Soccer League (NWSL).